# Euthalia elna
Euthalia elna är en fjärilsart som beskrevs av Max Poll 1895. Euthalia elna ingår i släktet Euthalia och familjen praktfjärilar. Inga underarter finns listade i Catalogue of Life.